# Stenobiella hirsutissima
Stenobiella hirsutissima är en insektsart som beskrevs av Tillyard 1916. Stenobiella hirsutissima ingår i släktet Stenobiella och familjen Berothidae. Inga underarter finns listade i Catalogue of Life.